# Abans i després
Abans i després (títol original: Before and After) és una pel·lícula estatunidenca dirigida per Barbet Schroeder el 1996. Ha estat doblada al català.

## Argument
Després de l'esgarrifós descobriment del cadàver d'una noia, les sospites de la policia recauen sobre el seu promès, el fill de la respectada pediatra del poble (Meryl Streep). La situació es complica perquè el noi desapareix. La pel·lícula tracta dels conflictes d'una família al voltant de la manera de defensar el fill sospitós d'homicidi. Els seus pares lluiten amb totes les seves forces per esbrinar la veritat del què ha passat; viuen en suspens perquè ignoren si el seu fill ha comès el crim del que se li acusa o si es troba en perill. No és un thriller, més aviat un drama psicològic... Ha de dir la veritat si això envia la seva família a la presó? És normal de testificar contra la seva família? Ningú no té la resposta.

## Repartiment
- Liam Neeson: Ben Ryan, el pare
- Meryl Streep: Carolyn Ryan, la mare
- Edward Furlong: Jacob Ryan, el fill
- Alfred Molina: Panos Demeris
- Julia Weldon: Judith Ryan, la filla
- John Heard: Wendell Bye
- Daniel von Bargen: Fran Conklin

## Crítica
"Film intens i molt recomanable. Intriga i suspens en un drama excel·lentment interpretat"